# Johan Ivar Lindroth
Pour les articles homonymes, voir Lindroth et Liro.
Johan Ivar Lindroth, puis Johan Ivar Liro (1872–1943) est un botaniste, mycologue et phytopathologiste finlandais.